# Villaverde de Rioja
Villaverde de Rioja é um município da Espanha 
na província e comunidade autónoma de La Rioja, de área 5,99 km² com população de 83 habitantes (2004) e densidade populacional de 13,86 hab/km².

## Demografia
| Variação demográfica do município entre 1991 e 2004 | Variação demográfica do município entre 1991 e 2004 | Variação demográfica do município entre 1991 e 2004 | Variação demográfica do município entre 1991 e 2004 |
| --------------------------------------------------- | --------------------------------------------------- | --------------------------------------------------- | --------------------------------------------------- |
| 1991                                                | 1996                                                | 2001                                                | 2004                                                |
| 98                                                  | 105                                                 | 98                                                  | 83                                                  |